# Little Belt Mountains
Little Belt Mountains je pohoří ve střední části státu Montana, na severozápadě Spojených států amerických. Rozkládá se převážně v Cascade County a Judith Basin County. Je součástí Skalnatých hor.
Nejvyšším horou je Big Baldy Mountain (2 798 m).

## Flora a fauna
Vrcholky hor pohoří jsou spíše zaoblené, velká část je zalesněna. Ve vyšších polohách rostou borovice pokroucené, v nižších polohách borovice těžké a douglasky tisolisté (tyto dva druhy jsou v pohoří nejvíce rozšířené). Z fauny zde žijí medvědi černí, jeleni wapiti nebo jelenci ušatí.